# Scuola di partito del PCUS

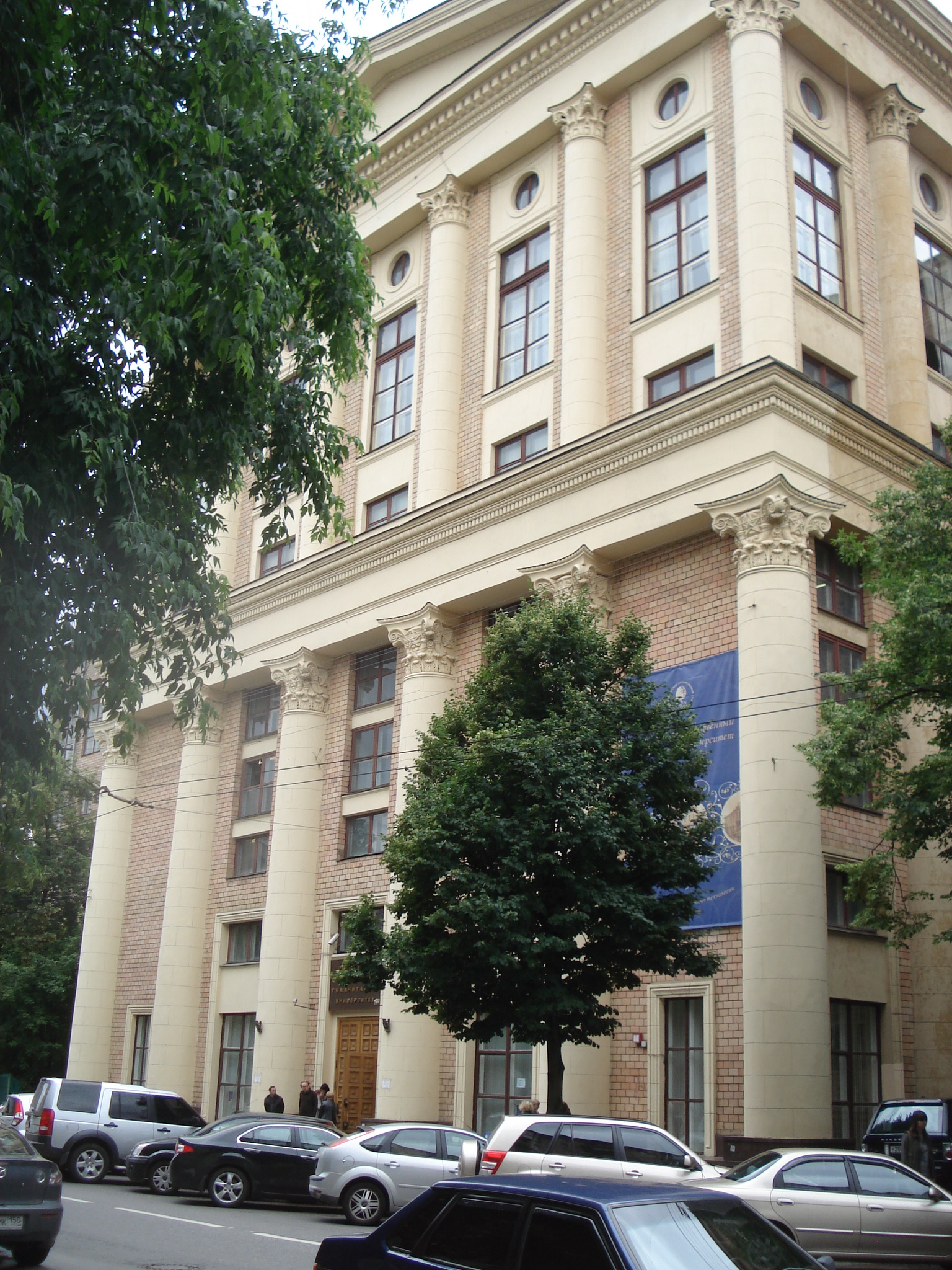
L'ex scuola di partito del PCUS a Mosca nel 2009, ora RGGU

La Scuola di partito del PCUS (in russo: Высшая партийная школа (ВПШ)) fu la più alta istituzione educativa politica del Partito Comunista dell'Unione Sovietica. Il suo compito principale era quello di formare l'alta classe dirigente dell'Unione Sovietica. La sede principale era a Mosca, con distaccamenti nelle città più importanti del paese, come Volgograd, Chabarovsk e Rostov sul Don. Inizialmente intitolata a Jakov Michajlovič Sverdlov, la scuola assunse il suo assetto più duraturo a partire dal 1939.

## La Scuola di partito presso il Comitato centrale
La Scuola di partito del PCUS a Mosca fu aperta nel 1939 e rimase attiva fino al 1991. Dal 1992 la sua sede ospita l'Università Statale Russa per le discipline umanistiche.
Le cattedre presenti nell'Università erano: storia del PCUS, filosofia marxista-leninista, comunismo scientifico, economia politica, costruzione del partito, studio dei movimenti internazionali comunisti, operai e liberazione nazionale, economia sovietica, economia agricola, legge statale e sovietica, giornalismo e letteratura, lingua russa e lingue straniere.
Le cattedre furono proposte al Comitato Centrale del PCUS dai Comitati centrali dei partiti comunisti delle repubbliche sovietiche e dai partiti regionali e alleati.
La formazione durava due anni. Nel collegio si sono formati quadri di partito di altri paesi socialisti: molti funzionari della Repubblica Democratica Tedesca (RDT) hanno qui svolto una formazione supplementare di uno o tre anni di studio. Si stima che circa 10.000 rappresentanti di partito e di stato siano stati educati nella Scuola di partito. Nel 1970 la scuola contava 720 studenti. In tutte le facoltà, ad eccezione di quella di lingua, erano impiegati 120 docenti, tra cui 21 professori e abilitanti. 

## Alunni degni di nota
(tra parentesi il periodo di studio)
- Oskar Fischer (1962–1965)
- Egon Krenz (1964–1967)
- Günter Schabowski (1967–1968)
- Helmut Holter (1985–1987)

## Le altre sedi

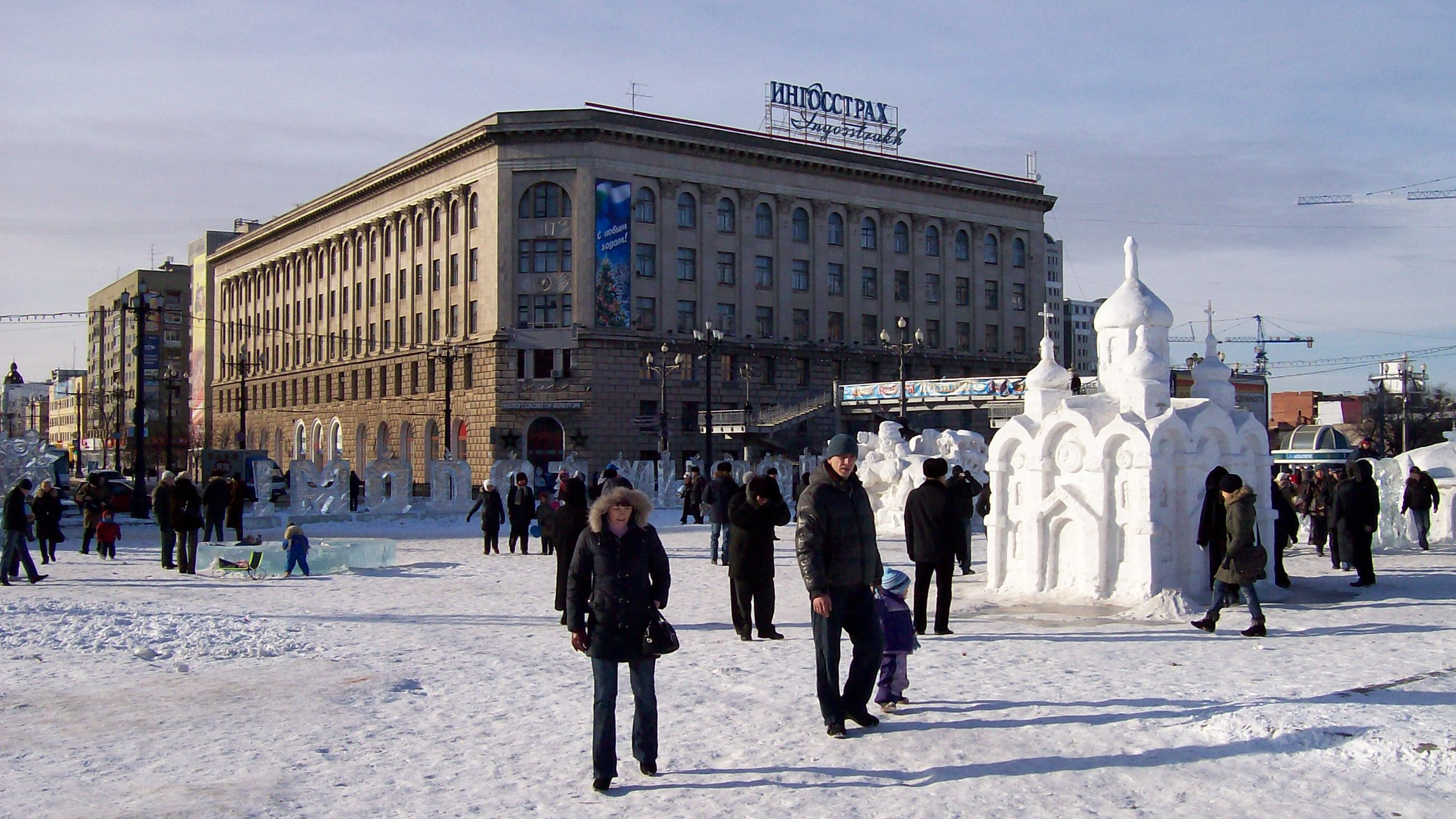
L'edificio dell'ex scuola superiore di partito a Chabarovsk (Accademia del servizio pubblico dell'Estremo oriente)
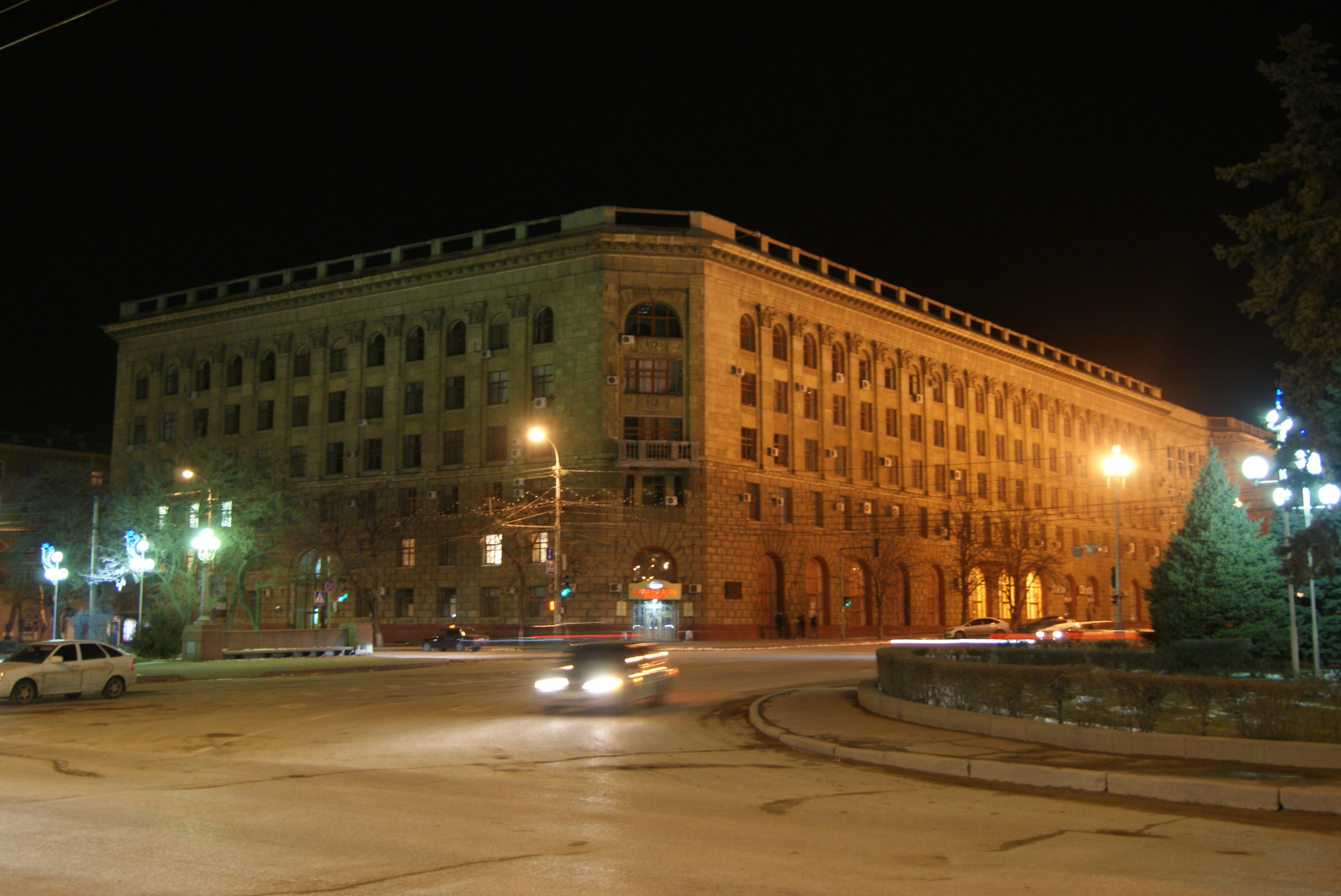
L'edificio dell'ex scuola superiore a Volgograd (Università medica di Stato di Volgograd)
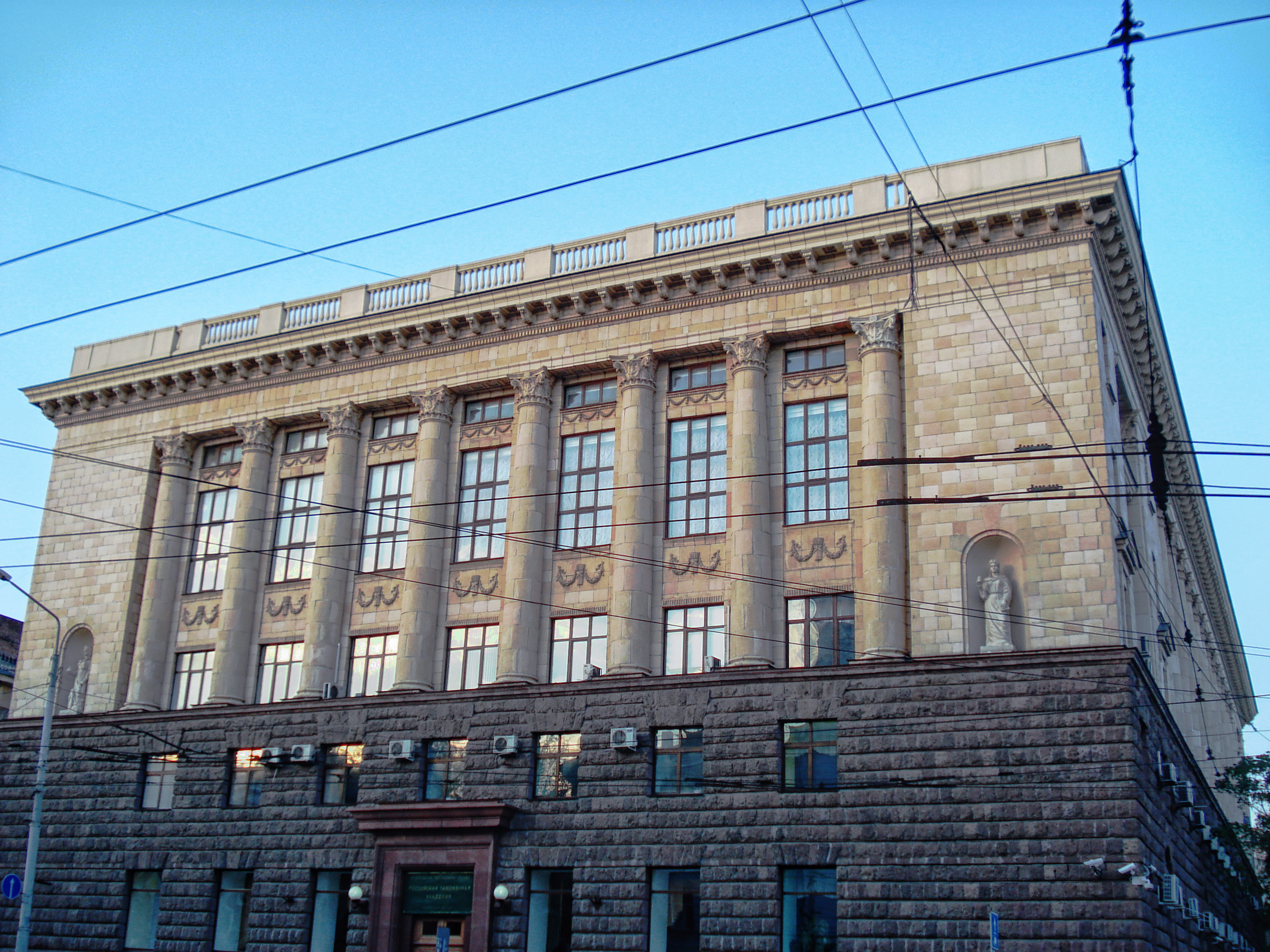
L'edificio dell'ex scuola superiore a Rostov sul Don nel 2015